# Emil Simon
Emil Simon (n. 24 septembrie 1936, Chișinău, Regatul României – d. 25 februarie 2014, Cluj-Napoca, România) a fost un dirijor și compozitor român.

## Biografie
Emil Simon s-a născut în data de 24 septembrie 1936, la Chișinău, Regatul României (astăzi în Republica Moldova). În anul 1961, s-a căsătorit cu solista Edita Maria Simon, cu care a avut două fiice. 
A studiat pianul de la vârsta de 6 ani. După absolvirea Liceului de Muzică, și-a continuat studiile la Conservatorul „Gheorghe Dima” din Cluj, unde a studiat compoziția cu maestrul Sigismund Toduță și dirijatul cu maestrul Antonin Ciolan. În această perioadă i-a fost acordată Bursa de Stat „George Enescu”.

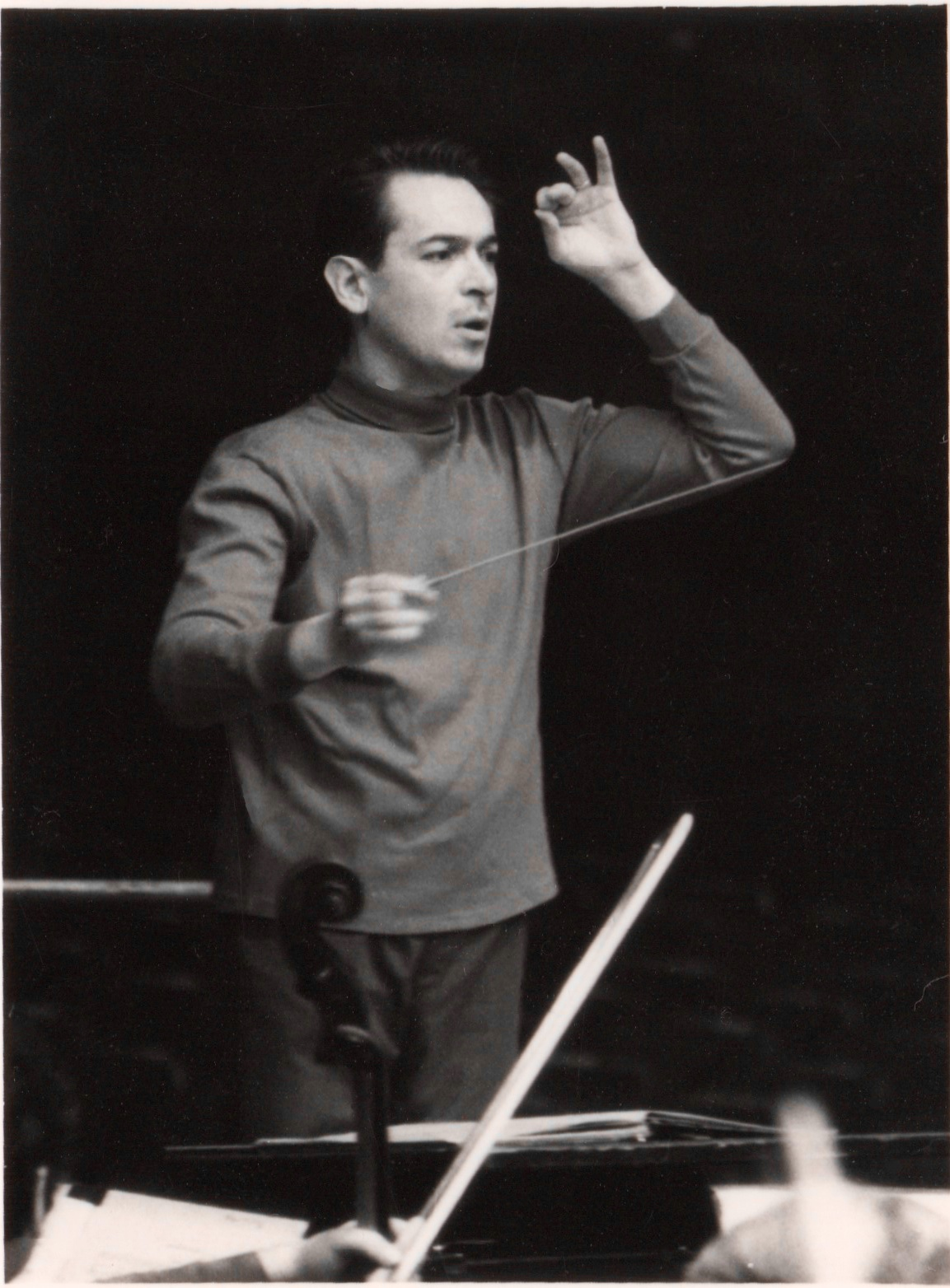
Emil Simon în timpul repetițiilor

După absolvirea Conservatorului „Gheorghe Dima” din Cluj, cu diplome în Dirijat și în Compoziție, Simon a fost imediat numit dirijor permanent al Filarmonicii de Stat Transilvania din Cluj , post pe care l-a deținut timp de 40 din cei peste 50 de ani de cariera.
În februarie 1964, a absolvit cursuri de măiestrie la Conservatorul din Paris, unde a studiat cu Nadia Boulanger, Manuel Rosenthal și Oliver Messiaen. De asemenea, a continuat studiul dirijatului cu Sergiu Celibidache, în Stockholm, Paris, München și Praga.
Debutul său internațional a început în luna septembrie a aceluiași an, când a câștigat Premiul Întâi, din 40 de competitori, la cea de-a 14-a ediție a Concursului Internațional al Tinerilor Dirijori, din Besançon, Franța.
De-a lungul carierei sale îndelungate, a dirijat peste 1500 de concerte. A fost invitat să dirijeze orchestrele simfonice din România, ca și Orchestra Națională Radio și Filarmonica „George Enescu” din București, cât și multe din marile orchestre din Europa, America de Nord și Asia: Filarmonica din München, Orchestra Radio din Berlin, Filarmonica din Calgary, Orchestra Simfonica din Sofia, Orchestra Gewandhaus din Leipzig, Filarmonica din Belgrad, ș.a. Între anii 1998 și 2000, Emil Simon a fost Director Artistic al Filarmonicii de Stat Transilvania din Cluj.
Emil Simon a avut un repertoriu simfonic extins și variat, care cuprindea lucrări din toate perioadele și stilurile  și a fost un promotor ardent al muzicii simfonice Românesti, compuse de George Enescu,, Sigismund Toduță, Cornel Țăranu, Liviu Glodeanu, Mihai Moldovan și Tiberiu Olah, printre alții. Multe dintre aceste lucrări au fost înregistrate în România pentru Radio și Televiziune, cât și pentru discuri LP și CD-uri, în majoritate prin Electrecord.
Ca și compozitor, Simon a compus o simfonie, o sonată și două cantate, cât și numeroase piese de muzică camerală și vocală.
În rolul său de profesor al claselor de orchestră și muzică de cameră al Conservatorului „Gheorghe Dima” din Cluj, a participat la formarea numeroaselor generații de muzicieni români.
Simon a fost, de asemenea, invitat în juriul unor competiții internaționale din Italia, Germania, Ungaria, și a predat clase de Master la diferite Universități.
A decedat în data de 25 februarie 2014, la vârsta de 77 de ani.

## Colaborări
Conform CNSAS, Emil Simon a colaborat cu Securitatea, avînd numele de cod "Gogu". Împreună cu personalități marcante muzical-artistice ale vremii: Dina Cocea - sursa "Fanny", cf. CNSAS, Mihai Brediceanu și Iosif Conta, a semnat un memoriu destinat Elenei Ceaușescu, în care-l făceau pe colegul lor, marele dirijor Erich Bergel, "fugar" și "trădător",  în urma căruia, acestuia din urmă nu i s-a mai permis accesul în țara în care se născuse, fusese închis politic și torturat, la sfîrșitul anilor '50. Sursa: Emisiunea "Serate muzicale", autor Iosif Sava, invitat Erich Bergel și cartea lui Gabriel Bebeșelea - Musica Ricercata, sau 11 povestiri muzicale surprinzătoare, Ed. Humanitas, 2024.
Ca dirijor, Emil Simon a colaborat, printre alții, cu muzicieni de talie mondială:  Dan Grigore, Ivry Gitlis, Monique de La Bruchollerie, Ion Voicu, Ștefan Ruha, Elisabeth Leonskaja, Igor Bezrodnâi, Magda Tagliafero, Rodolfo Caporali, Claire Bernard, Lola Bobesco, Jean Pierre Rampal, Valentin Gheorghiu, Enrico Mainardi, Aldo Ciccolini, Radu Lupu, Friedrich Gulda, Peter Franke, Li Ming-Qiang, Andrei Vieru, și alții.

## Distincții și titluri onorifice

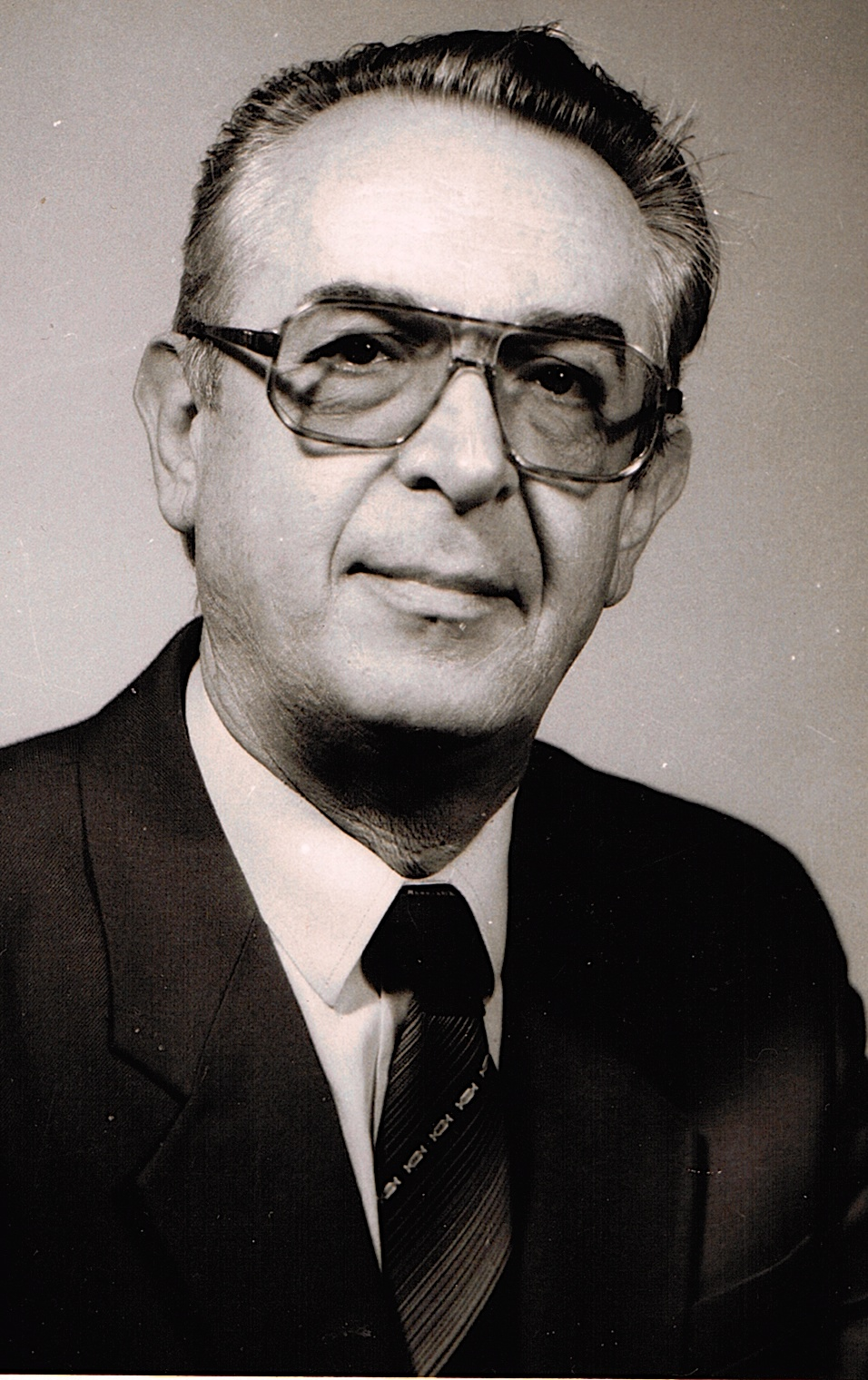
Emil Simon

- Ordinul Meritul Cultural clasa a IV-a (12 septembrie 1968) „pentru merite deosebite în activitatea muzicală”[9]
- Ordinul Național „Serviciul Credincios” în grad de Cavaler - 2003 [10]
- Doctor honoris causa al Academiei de Muzică Gheorghe Dima din Cluj - 2011
- Profesor Honoris Causa al Universității Babeș-Bolyai din Cluj
- Diploma din partea Uniunii Compozitorilor și Muzicologilor din România pentru interpretarea muzicii românești [11]
- Diplomă  de excelență din partea Muzicienilor Interpreți din România pentru întreaga activitate.
- Diplomă de excelență din partea Filarmonicii de Stat Oradea
- Diplomă de excelență din partea Filarmonicii din Brașov pentru întreaga activitate artistică
- Cetațean de onoare al orașului Cluj-Napoca - 2000 [12]

## Înregistrări
Înregistrările lui Simon includ:
- Brahms - Simfonia No. 2 (STM ECE 0706)
- Brahms - Simfonia No. 3 (STM-ECE 01195)
- Wagner - Uverturi: Cântăreții din Nuremberg, Tannhauser, Tristan și Isolda (STM-ECE 0954)
- Rimsky - Korsakov - "Șeherezada" (STM ECE 01241)
- Bizet - Suita Arleziana No. 2 (ST ECE 01605)
- Ceaikovski - Uvertura Fanteziei Romeo and Juliet
- Mozart - Concert de Pian No. 10, KV 365; Piano Concerto No. 22, KV 482 (STM ECE 01272)
- Mozart - Concert de Pian No. 27, KV 595 (ECE 01967)
- Beethoven - Concert de Pian No. 4, Op. 44; Fantezie pentru Pian, Cor și Orchestră Op. 80 (STM ECE 02829)
- Beethoven - Concert de Pian No. 5 in E-flat major, Op. 73 (ST ECE 03344)
- Ravel - Daphnis și Chloe, Suita No. 2
- Debussy - Marea
- Lipatti - Șătrarii Suite (STM ECE 01120)
- Enescu - Rapsodia No. 1 in La Major
- Enescu - Simfonia No. 3 Op. 21 (ST ECE 01234)
- Toduță - Simfonia No. 5; Concertul No.2 pentru orchestră de coarde (ST ECE 01380)
- Toduță - Miorița - Baladă oratoriu (ECE 0950)
- Toduță - Pe urmele lui Horia (ST ECE 01598)
- Toduță - Concert pentru instrumente de suflat și baterie (ST ECE 02587)
- Porumbescu - Balada (ST ECE 02179)
- Țăranu - Ghirlande pentru orchestră (ST ECE 01806)
- Herman - Variante pentru pian, 2 clarineți și percuție (ST ECE 02717)
- Glodeanu - Ulisse, op. 20 (ST ECE 01865)
- Rotaru - Concert pentru saxofon și orchestră
- Ioachimescu - Concert pentru saxofon și orchestră
- Souvenir from Romania (ST ECE 01302)
- Romantic Walk Through Romanian Music